# František Kuchta
František Kuchta byl český fotbalista, útočník a fotbalový trenér.

## Fotbalová kariéra
Nejvyšší soutěž hrál za AC Sparta Praha, SK Náchod, SK Kladno a SK Prostějov, ve Francii hrál za Nîmes Olympique. V české lize odehrál 119 utkání a dal 66 gólů. Ve Středoevropském poháru nastoupil ve 2 utkáních a dal 2 góly. Je nejlepším ligovým střelcem SK Náchod s 53 góly v 92 ligových utkáních.

## Ligová bilance
| Ročník                        | Zápasy | Góly | Klub            |
| ----------------------------- | ------ | ---- | --------------- |
| Středočeská 1. liga 1928/29   | -      | 0    | AC Sparta Praha |
| 1. asociační liga 1930/31     | 1      | 0    | SK Náchod       |
| 1. asociační liga 1931/32     | -      | 4    | SK Náchod       |
| 1. asociační liga 1932/33     | -      | 18   | SK Náchod       |
| 1. asociační liga 1933/34     | -      | 4    | SK Náchod       |
| Státní liga 1935/36           | -      | 5    | SK Náchod       |
| Státní liga 1935/36           | -      | 6    | SK Kladno       |
| Státní liga 1936/37           | -      | 13   | SK Náchod       |
| Státní liga 1937/38           | 18     | 5    | SK Prostějov    |
| Státní liga 1938/39           | 13     | 6    | SK Náchod       |
| Národní liga 1939/40          | -      | 3    | SK Náchod       |
| CELKEM 1. československá liga | 119    | 66   |                 |

## Trenérská kariéra
V roce 1946 trénoval SK Ostrava.